# Lijst van nummer 1-hits in Australië in 2021
Deze hits stonden in 2021 op nummer 1 in de ARIA Charts, de bekendste hitlijst in Australië.
| Datum        | Artiest                               | Titel                           |
| ------------ | ------------------------------------- | ------------------------------- |
| 3 januari    | 24kGoldn & Iann Dior                  | Mood                            |
| 10 januari   | 24kGoldn & Iann Dior                  | Mood                            |
| 17 januari   | Olivia Rodrigo                        | Drivers license                 |
| 24 januari   | Olivia Rodrigo                        | Drivers license                 |
| 31 januari   | Olivia Rodrigo                        | Drivers license                 |
| 7 februari   | Olivia Rodrigo                        | Drivers license                 |
| 14 februari  | Olivia Rodrigo                        | Drivers license                 |
| 21 februari  | Olivia Rodrigo                        | Drivers license                 |
| 28 februari  | Glass Animals                         | Heat Waves                      |
| 7 maart      | Glass Animals                         | Heat waves                      |
| 14 maart     | Glass Animals                         | Heat waves                      |
| 21 maart     | Glass Animals                         | Heat waves                      |
| 28 maart     | Glass Animals                         | Heat waves                      |
| 4 april      | Glass Animals                         | Heat waves                      |
| 11 april     | Justin Bieber, Daniel Caesar & Giveon | Peaches                         |
| 18 april     | Justin Bieber, Daniel Caesar & Giveon | Peaches                         |
| 25 april     | Lil Nas X                             | Montero (Call me by your name)  |
| 2 mei        | Lil Nas X                             | Montero (Call me by your name)  |
| 9 mei        | The Kid Laroi                         | Without you                     |
| 16 mei       | Russ Millions & Tion Wayne            | Body                            |
| 23 mei       | Russ Millions & Tion Wayne            | Body                            |
| 30 mei       | Olivia Rodrigo                        | Good 4 U                        |
| 6 juni       | Olivia Rodrigo                        | Good 4 U                        |
| 13 juni      | Olivia Rodrigo                        | Good 4 U                        |
| 20 juni      | Olivia Rodrigo                        | Good 4 U                        |
| 27 juni      | Olivia Rodrigo                        | Good 4 U                        |
| 4 juli       | Ed Sheeran                            | Bad habits                      |
| 11 juli      | Ed Sheeran                            | Bad habits                      |
| 18 juli      | The Kid Laroi & Justin Bieber         | Stay                            |
| 25 juli      | The Kid Laroi & Justin Bieber         | Stay                            |
| 1 augustus   | The Kid Laroi & Justin Bieber         | Stay                            |
| 8 augustus   | The Kid Laroi & Justin Bieber         | Stay                            |
| 15 augustus  | The Kid Laroi & Justin Bieber         | Stay                            |
| 22 augustus  | The Kid Laroi & Justin Bieber         | Stay                            |
| 29 augustus  | The Kid Laroi & Justin Bieber         | Stay                            |
| 5 september  | The Kid Laroi & Justin Bieber         | Stay                            |
| 12 september | The Kid Laroi & Justin Bieber         | Stay                            |
| 19 september | The Kid Laroi & Justin Bieber         | Stay                            |
| 26 september | The Kid Laroi & Justin Bieber         | Stay                            |
| 3 oktober    | The Kid Laroi & Justin Bieber         | Stay                            |
| 10 oktober   | The Kid Laroi & Justin Bieber         | Stay                            |
| 17 oktober   | The Kid Laroi & Justin Bieber         | Stay                            |
| 24 oktober   | Adele                                 | Easy on me                      |
| 31 oktober   | Adele                                 | Easy on me                      |
| 7 november   | Elton John & Dua Lipa                 | Cold heart (PNAU remix)         |
| 14 november  | Elton John & Dua Lipa                 | Cold heart (PNAU remix)         |
| 21 november  | Taylor Swift                          | All too well (Taylor's version) |
| 28 november  | Adele                                 | Easy on me                      |
| 5 december   | Adele                                 | Easy on me                      |
| 12 december  | Elton John & Dua Lipa                 | Cold heart (PNAU remix)         |
| 19 december  | Elton John & Dua Lipa                 | Cold heart (PNAU remix)         |
| 26 december  | Elton John & Dua Lipa                 | Cold heart (PNAU remix)         |